# Azovské moře
Azovské moře (ukrajinsky Азовське море / Azovs’ke more, rusky Азовское море / Azovskoje more, krymskotatarsky Azaq deñizi) je považováno za část Černého moře, s nímž je spojeno Kerčským průlivem. Leží mezi Krymem (na jihozápadě), jižní Ukrajinou (na severu) a ruskou Kubání (na východě). Rozloha této vodní plochy je kolem 39 000 km². Azovské moře je nejmělčí na světě, jeho maximální hloubka dosahuje 14 metrů. Díky tomu teplota vody velmi kolísá, v létě může dosáhnout místy přes 30 °C, v zimě moře na několik měsíců zamrzá. Voda Azovského moře je brakická, tj. velmi málo slaná, její salinita je cca 11 ‰, (průměrná salinita moří je cca 36 ‰). Hlavní přítoky jsou Don a Kubáň.

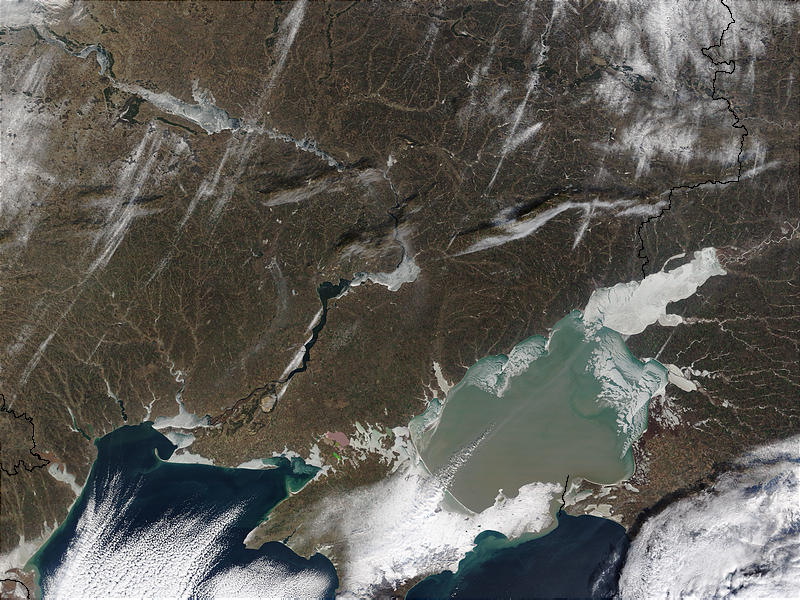
Mělké Azovské moře je jasně odlišeno od hlubšího Černého moře.

Do Azovského moře vybíhá z Krymského poloostrova Arabatská kosa.
Název moře se odvozuje od starobylého města Azov, ležícího nedaleko ústí Donu. V Azovském moři jsou dva významné ukrajinské přístavy Berďansk a Mariupol a ruský přístav Taganrog.

## Přístup do Azovského moře

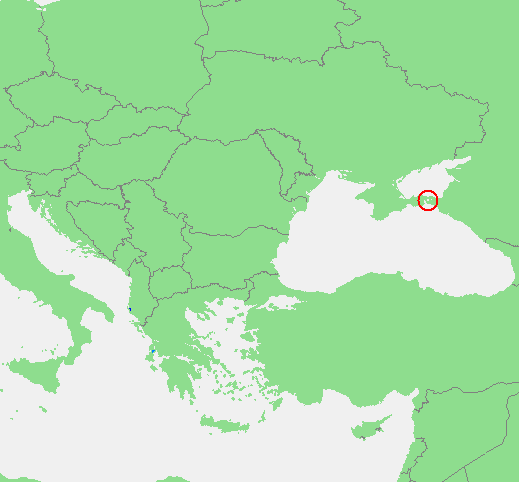
Kerčský průliv

Již v říjnu 2003 se stal Kerčský průliv předmětem sporu mezi Ukrajinou a Ruskem, poté co Rusko začalo se stavbou hráze z Tamanského poloostrova k malému ostrovu Tuzla.
V roce 2018 byl otevřen Krymský most, překlenující průliv, jehož výstavba byla započata v roce 2016, krátce po ruské anexi Krymu.
Současná lodní doprava v průlivu je poznamenána problematickými rusko-ukrajinskými vztahy a de facto je pod kontrolou Ruska. Ačkoli je plavební režim upraven bilaterální smlouvou z roku 2003, která lodím pod ukrajinskou vlajkou i pod vlajkami jiných států zajišťuje právo na volný přístup do Azovského moře. Ruské úřady však mohou všechna plavidla podrobit inspekci. V roce 2018 ukrajinská pohraniční služba ohlásila, že Rusko během několika měsíců zastavilo celkem 150 ukrajinských plavidel směřujících do azovských přístavů Berďansk a Mariupol. Rusko-ukrajinská námořní hranice v oblasti průlivu není dodnes (2018) upravena žádnou bilaterální smlouvou.